# 天使の時間
「天使の時間」（てんしのじかん、原題: "The Time of Angels"）は、イギリスのSFドラマ『ドクター・フー』の第5シリーズ第4話。2010年4月24日に BBC One で初放送されており、同年5月1日に放送された「肉体と石」との二部作の前編である。監督はアダム・スミス、脚本は製作総指揮スティーヴン・モファットが担当した。モファットは本二部作を使って、以前に彼の創作した登場人物を再登場させた。1つは第3シリーズ「まばたきするな」に登場した嘆きの天使、もう1つは第4シリーズ「静寂の図書館」「影の森」に登場したリヴァー・ソング（演:アレックス・キングストン）である。
本作の舞台は主に51世紀である。本作ではタイムトラベラーの異星人11代目ドクター（演:マット・スミス）と彼のコンパニオンのエイミー・ポンド（演:カレン・ギラン）が、ドクターの未来を知る謎の女性リヴァー・ソングから呼び出しを受ける。彼女は宇宙船ビザンティウム号の墜落した惑星アルファヴァ・メトラクシスへ2人を連れて行く。ビザンティウム号の積み荷には、他の人間から観測されていない時にのみ動くことのできる生物である嘆きの天使が隠されていた。オクタヴィアン神父（演:イアン・グレン）率いる武装聖職者たちの助力を受け、ドクターとエイミーおよびリヴァーは石造りの迷宮を通って宇宙船へ到達する。道中で彼らは迷宮の石像が全て損傷した嘆きの天使であることに気付いたが、天使たちは次第に復活して彼らを罠に嵌めようとしていた。
モファットは映画『エイリアン』と『エイリアン2』の関係にインスパイアされ、「まばたきするな」のさらにアクション志向の続編としてエピソードを執筆した。本作は第5シリーズでは初めて撮影されたエピソードであり、2009年7月20日に撮影が始まり、その最初のロケ地ヴェール・オブ・グラモーガンのサザンダウンビーチがアルファヴァ・メトラクシスの地表として使用された。イギリスでの視聴者数は859万人で、Appreciation Index は放送当時ではシリーズ中で5番目に高い記録を誇った。批評家の中には本作がシリーズで最高だと絶賛する者もいた。

## 製作

### 脚本

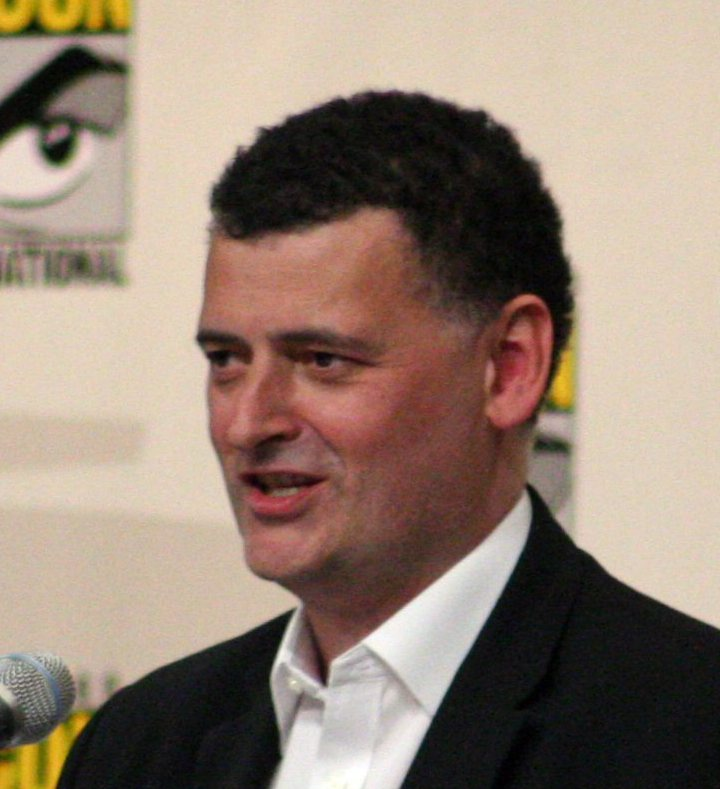
脚本家スティーヴン・モファットは本作を「まばたきするな」よりもアクション志向の続編にする意向を示した。

本作は筆頭脚本家兼エグゼクティブ・プロデューサーのスティーヴン・モファットが執筆した。モファットは第3シリーズ用に以前執筆した「まばたきするな」よりもアクション志向の続編として本作をデザインした。彼は「まばたきするな」と本作の関係を映画『エリイアン』と『エイリアン2』の関係になぞらえ、前者はより控えめで、後者が遥かに派手であるとコメントした。モファットは『エイリアン2』が史上最も成功した続編映画であると考えており、『エイリアン2』をモデルに使うことに決定した。彼はまた、嘆きの天使とそのアクションを違ように描写しようともした。「まばたきするな」において、天使は生き抜くためにスカベンジャーのように振る舞っていた。一方で「天使の時間」では、モファットは嘆きの天使に戦争のような計画を持たようと考えた。本二部作では、次話「肉体と石」で描写されるような、嘆きの天使の前で目を閉じておかなければならないという、起こり得る最悪の例を提示することが意図された。エグゼクティブ・プロデューサーのピアーズ・ウェンガーは、エピソードの冒頭でドクターとエイミーが訪れた博物館 Delirium Archive を説明すべきだと考えた。そこでモファットは彼に「首無し修道士の最後の安息の地」だと説明してテキストメッセージで送ったという。首なし修道士は後に第6シリーズ中盤のフィナーレ「ドクターの戦争」に登場した。
モファットは自らが執筆した第4シリーズのエピソード「静寂の図書館」と「影の森」に登場したリヴァー・ソングを再登場させた。「静寂の図書館」でリヴァーはドクターにビザンティウム号の墜落を経験したか尋ねていた。女優アレックス・キングストンは再登場を予想していなかったが、モファットはリヴァーが戻ってくることを常に意図していたのだと彼女は主張した。モファットは、意図せず時間移動する男性への恋に落ちた女性を描くオードリー・ニッフェネガーの小説『きみがぼくを見つけた日』にインスパイアされ、このインスピレーションを第2シリーズ「暖炉の少女」に使ったが、アレックス・キングストンや批評家はリヴァーを『きみがぼくを見つけた日』になぞらえた。
なお、「静寂の図書館」の時点でリヴァーは教授に就任していたが、「天使の時間」でのリヴァーはまだ教授に就任していない設定である。

### 撮影と効果
「天使の時間」は第5シリーズで最初に制作されたエピソードであった。本作の代本の読み合わせは2009年7月15日に行われた。撮影は2009年7月20日にヴェール・オブ・グラモーガンのサザンダウンビーチで始まり、アルファヴァ・メトラクシスの地表として使用された。豪雨により撮影は翌日に延期され、台本のうちギランがオーディションで読んだシーンを含めて約3ページが撮影されなかった。当該シーンはビザンティウム号を追いかけてリヴァーがターディスを操縦するシーンで穴埋めされた。スティーヴン・モファットは置き換えたシーンについて素敵だとコメントし、番組を始めるのにはさらに良いものだとした。当該シーンでタイム・ヴォルテックスの中を飛ぶターディスのCGショットを作成している間、新しいターディスではなくデイヴィッド・テナントがドクター役を演じていた頃の古いターディスのモデルが偶然使用されてしまった。
『ドクター・フー』の製作に新たに参入したアダム・スミスは、素晴らしいエピソードであると考える「まばたきするな」の価値ある続編を製作することに重圧を抱いていた一方、嘆きの天使に携われるのは凄いことだと述べた。彼はドクターとリヴァー・ソングのやり取りを、車の中で行先について言い争う母親と父親のような高齢夫婦に似せることに決めた。女優アレックス・キングストンはセットの中でとても楽しかったと語っており、以前共演したデイヴィッド・テナントと関係性は異なるものの、マット・スミスとの共演を楽しんだという。台本ではターディスが出現した際にリヴァーがドクターの上に飛び込むことは書かれていなかったが、これはリハーサルでマット・スミスが思いついたものであり、撮影は難航した。本作には、視聴室でドクターが天井の器具にぶら下がって破壊してしまう瞬間がある。これは元々撮影中の事故であったが、監督のアダム・スミスがこれを気に入ってもう一度撮影し直し、マット・スミスが故意に行ったものである。
嘆きの天使の大部分は石像の小道具ではなく、若い女性がマスクと衣装を着用して3時間に及ぶ特殊メイクを施していた。準備に時間が掛かったことと、長時間立っていなければならなかったことから、アダム・スミスはこの撮影について完全な悪夢だったと語った。スミスはリヴァー・ソングの登場が視聴者にとって衝撃的なサプライズであってほしいと考えた。リヴァーがビザンティム号のエアロックを撃つシーンではスタントダブルが使用されたが、キングストンは自分が演じたいと感じていた。当該シーンはグリーンスクリーンで撮影され、キングストンはワイヤで後ろへ吊り上げられ、送風機によりエアロックの効果が生み出された。キングストンは当該シーンの撮影がとても大好きだと語った。エイミーが目をこすった際に砂が噴き出すシーンでは、こすった際に出る砂の入った眼帯を目の上にギランが着用して撮影を行った。

## 放送と反応
「天使の時間」はイギリスでは2010年4月24日に BBC One で午後6時20分から7時5分の枠で、アメリカ合衆国では姉妹局のBBCアメリカにて同年5月8日に放送された。イギリスでは放送当夜の予備的な視聴者数で680万人を記録し、同日の番組では『ブリテンズ・ゴット・タレント』に次ぐ2位となった。また、本作は『ドクター・フー』新シリーズ各シーズンの第4話の中でも2番目に多い視聴者数を記録しており、1位は「暖炉の少女」であった。最終合計値はタイムシフト視聴者181万人を加算して859万人に上り、第5シリーズでは「11番目の時間」以来の最高値を達成した。これにより本作は2010年4月25日で終わる週において、BBC One の番組では5番目に、イギリスの全テレビチャンネルでは12番目に多くの視聴者を獲得した番組となった。Appreciation Index は87で、放送当時の第5シリーズでは最高値であった。
日本では前話「ダーレクの勝利」に続いて2015年6月11日の午後11時からAXNミステリーで字幕版が放送された。

### バナー事故
「天使の時間」の初放送時の終盤のクリフハンガーの間に、イギリス国内の一部地域ではグラハム・ノートンが彼の番組『Over the Rainbow』を宣伝するアニメのグラフィックが映り込んだ。BBCによると、映像に被ったこのバナーは予定よりも20秒早く放送されてしまったものである。BBCは5000件を超える苦情を受けて謝罪した。この出来事はTwitter上で大きな関心を引き、SFX誌はチャーリー・ブルーカーやマシュー・グラハム、サイモン・ペグのツイートを引用して「Twitterで小規模な地震を引き起こした」と報じた。さらにこの出来事はブルーカーのクイズ番組『You Have Been Watching』で風刺されており、彼はバナーの出現について戯画化だと表現した。BBCのドラマ脚本家かつ『Life on Mars』や『Ashes to Ashes』の共同製作者マシュー・グラハムは、BBC自体が安っぽくなってしまったとしてBBCを糾弾し、BBCからの離脱を匂わせるメールも送った。
グラハム・ノートンはこの出来事を自身の番組『The Graham Norton Show』でパロディ化し、同様のバナーを画面の下側に表示してダーレクに自身のアニメ風刺を抹殺させた。

### 批評家の反応
本作はテレビの批評家から幅広く絶賛された。ガーディアン紙のダニエル・マーティンは本作について「驚くべき成果だ」「絶対的に素晴らしく怖ろしい」とコメントした。彼はモファットによるリヴァー・ソングの物語の捌き方を称賛し、「真に映画的なドラマを作るアイデアの詰まった、複雑なドラマになった」と高く評価した。デイリー・テレグラフのギャビン・フラーは本作のサスペンス要素を称賛し、全ての彫像が嘆きの天使であると暴くシーンはまさに衝撃的であったと褒めた。彼は展開に時間がかかったと感じたものの、それを過ぎればシリーズで最初の真の恐怖に代わったと述べた。彼は唯一残念だったこととして、ターディスが離着陸の際に独特のエンジン音を奏でる必要がないという設定が明かされたことを挙げており、エンジン音は番組の根幹に関わるものであるとしてモファットを批判した。
ラジオ・タイムズのパトリック・マルケーンは本作について実に見事なテレビ番組だと表現し、マット・スミスは本当にトム・ベイカー以来の最高のドクターの形になりつつあると主張し、満足に激しく繊細であるとして彼を称賛した。彼は本作が間違いなくこれまでの『ドクター・フー』で最も印象的な開幕で始まったと考えたほか、先代コンパニオンの顔に"泥を塗った"情緒的な重荷がこれまでのところエイミーにはないことを称賛した。IGNのマット・ウェールズは本作に10点満点で10の評価を与え、壮大で怖ろしくそして面白いと論評した。彼は彼は「まばたきするな」の容赦ない緊張感には決して及ばないと評価したものの、「ペースが完璧で、問題が浮上した際には本当に怖ろしい」とコメントした。フラーと違って彼はターディスのエンジン音にまつわるジョークを褒め、「ドクターが45年間ブレーキをかけっぱなしにしていたせいでターディスの象徴的な音が鳴っていた、という大胆さが好きになれない人はいないだろう」とコメントした。
SFXのデイヴ・ゴールダーは本作に星5つのうち5つ星を与え、エピソードのペースと、漸進的・有機的なトーンの変化を称賛した。また、彼は監督と音響効果も高く評価した。The A.V. Club のケイス・フィップスは本作をA-と評価し、怖ろしい雰囲気と嘆きの天使の掘り下げを称賛した。彼はドクターとリヴァー・ソングの関係にはやや釈然としなかったが、そうなる予想はしたという。

## ホームメディア
「天使の時間」は続くエピソード「肉体と石」や「ヴェネチアの吸血鬼」と共にリージョン2のDVDおよびブルーレイディスクで2010年7月5日に発売された。同年11月8日には完全版第5シリーズDVDセットの一部として再発売された。
日本語版DVDは2014年10月3日に『ドクター・フー ニュー・ジェネレーション DVD-BOX 1』に同梱されて発売された。

### 書籍化
2011年5月には The Time of Angels というタイトルの下、「天使の時間」と「肉体と石」の小説版が学校リテラシープログラム用に Pearson Education から出版された。トレヴァー・ベクセンデイルが執筆を担当した。